# ماري ماكدونا
ماري ماكدونا (بالإنجليزية: Mary McDonagh)‏ هي كاتِبة وشاعرة أيرلندية، (و. 1849  م).